# Waldeck (Thuringe)
Pour les articles homonymes, voir Waldeck.
Waldeck est une commune allemande de l'arrondissement de Saale-Holzland, Land de Thuringe.

## Géographie
| Bürgel     | Serba   | Weißenborn          |
|            | Waldeck | Bad Klosterlausnitz |
| Albersdorf | Bobeck  |                     |

## Histoire
Waldeck est mentionné pour la première fois en 1145. Le village appartient alors à l'abbaye de Bürgel.

## Personnalités liées à la commune
- Caroline Bertuch (1751-1810), femme d'affaires.

## Source de la traduction
- (de) Cet article est partiellement ou en totalité issu de l’article de Wikipédia en allemand intitulé « Waldeck (Thüringen) » (voir la liste des auteurs).